# 興徳駅
興徳駅（フンドクえき、朝鮮語: 흥덕역）は、朝鮮民主主義人民共和国国咸鏡南道咸興市興南区域にある駅で、ビナロン線に属する。 

## 隣の駅
ビナロン線
ビナロン駅 - 興徳駅 - 興南駅